# Hypsophila pamira
Hypsophila pamira är en fjärilsart som beskrevs av Otto Staudinger 1882. Hypsophila pamira ingår i släktet Hypsophila och familjen nattflyn. Inga underarter finns listade i Catalogue of Life.